# Franciszek Próchnicki
Franciszek Próchnicki (ur. 1847 w Brzeżanach, zm. 31 października 1911 we Lwowie) – polski nauczyciel polonista, pedagog, dydaktyk, działacz oświatowy.

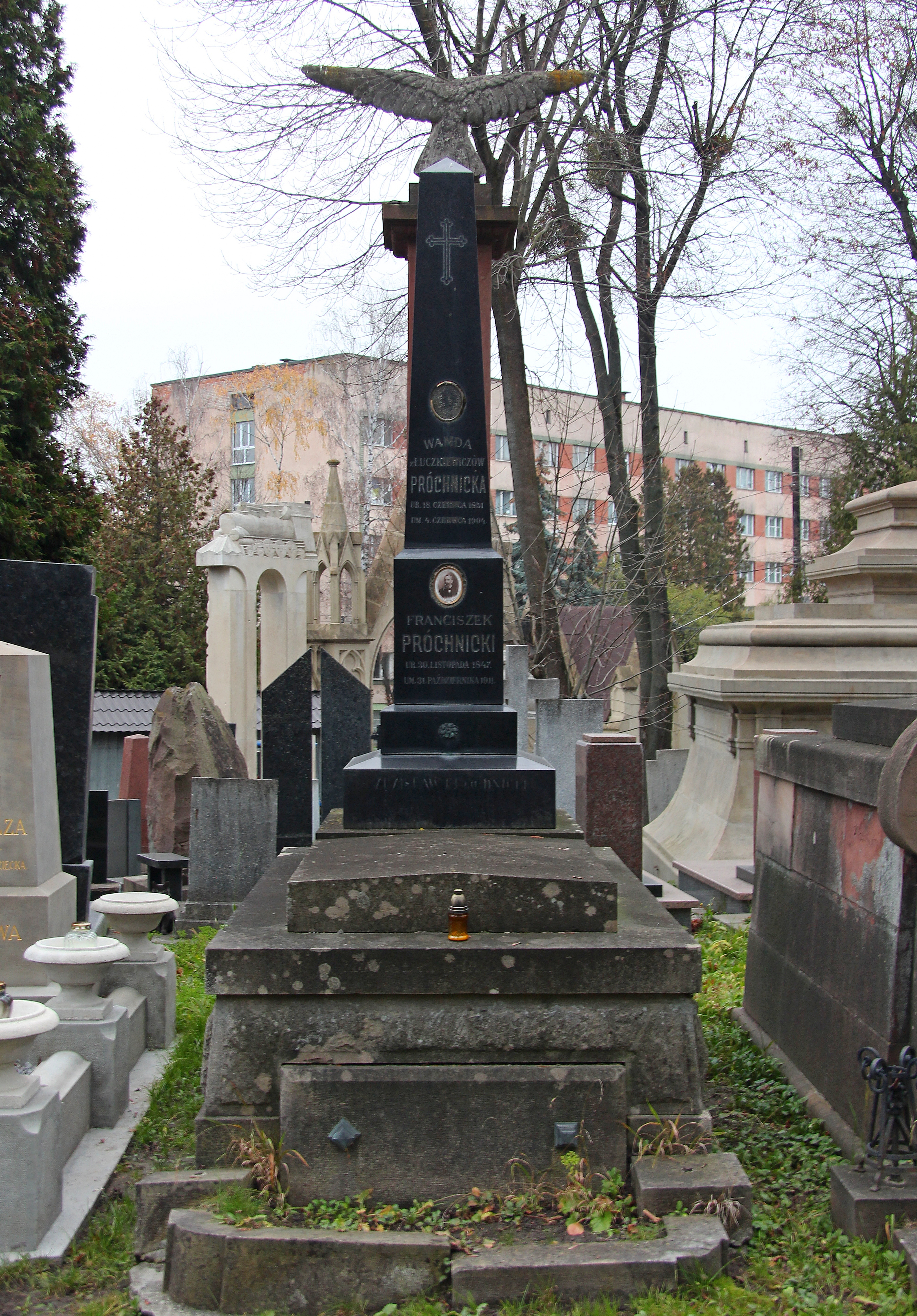
Grobowiec Franciszka i Wandy Próchnickich

## Życiorys
Urodził się w 1847 w Brzeżanach. W tym mieście ukończył C. K. Gimnazjum. Studiował na Wydziale Filozoficznym Uniwersytetu Lwowskiego pod kierunkiem prof. Antoniego Małeckiego. Podczas studiów od 1868 do 1870 był dwukrotnie prezesem Czytelni Akademickiej. Po studiach krótko pracował w redakcji „Gazety Lwowskiej”.
Następnie został nauczycielem. Od 1873 pracował w macierzystym gimnazjum brzeżańskim jako nauczyciel języka polskiego. Od 1874 był zatrudniony w C. K. Gimnazjum im. Franciszka Józefa we Lwowie jako nauczyciel, później profesor, wykładający język łaciński, język polski, kaligrafię. Był kierownikiem filii tego gimnazjum od 1890 przez dwa lata, a 4 marca 1892 został mianowany dyrektorem samoistnego C. K. V Gimnazjum we Lwowie (tzw. „bernardyńskie”), faktycznie pełniący stanowisko od początku roku szkolnego w 1893. W tej szkole uczył języka polskiego. W 1903 otrzymał tytuł c. k. radcy rządu. Z początkiem roku szkolnego 1905/1906 ustąpił ze stanowiska i został przeniesiony w stan spoczynku. Przy tej okazji otrzymał od C. K. Ministerstwa Wyznań i Oświecenia renumerację w wysokości 1000 koron za wybitną działalność na polu pedagogiczno-dydaktycznym – był wyróżniony w ten sposób jako pierwszy w historii i jedyny co najmniej do 1911, zaś całą kwotę w imieniu swojej zmarłej żony przekazał jako zaczątek fundacji celem utrzymania ubogiego bursaka w Domu im. Tadeusza Kościuszki.
Po przejściu na emeryturę nadal pozostawał nauczycielem, pracując w zakładach naukowych żeńskich: szkole p. Niedziałkowskiej, szkole sióstr Benedyktynek łacińskich, sióstr Sakramentek. Ponadto jako emerytowany profesor był przewodniczącym komisji na egzaminach maturalnych zarówno w C. K. V Gimnazjum, jak i wykształconym z niego C. K. VIII Gimnazjum we Lwowie. Był założycielem pierwszej polskiej, lwowskiej bursy pod nazwą Dom im. Tadeusza Kościuszki we Lwowie. 
Zarówno w pracy zawodowej jak i społecznej kładł nacisk na podniesienie rangi i jakości nauki języka polskiego. Publikował prace o charakterze pedagogicznym (głównie jako wypisy polskie i ćwiczenia łacińskie dla klas), podręczniki szkolne. Był jednym z założycieli Towarzystwa Nauczycieli Szkół Wyższych i przez 23 lata zasiadał w zarządzie tegoż oraz członkiem wydziału (1887-1908), wiceprezesem (1896-1899) i członkiem honorowym (1909) TNSW. Zainicjował publikowanie Wydawnictwa arcydzieł literatury dla młodzieży szkolnej, które podjęło TNSW, oraz został redaktorem tegoż wydawnictwa w 16 tomach. Był członkiem wydziału i zarządu głównego Towarzystwa Pedagogicznego, członkiem zarządu i przez 10 lat prezesem Towarzystwa Pomocy Naukowej, członkiem Rady Szkolnej Krajowej, Rady Szkolnej Okręgowej zamiejscowej we Lwowie (1899-1902), od 1902 do 1906 członkiem rady miejskiej we Lwowie i jednocześnie członkiem Rady Szkolnej Miejskiej.
Był określany jako jeden z najbardziej zasłużonych polskich pedagogów. Zamieszkiwał przy ul. Teatyńskiej. Zmarł 31 października 1911. Został pochowany 3 listopada tego roku na Cmentarzu Łyczakowskim we Lwowie. Był żonaty z Wandą z domu Łuczkiewicz. Mieli syna Zdzisława (radca prokuratorii skarbu, radny Lwowa) oraz dwie córki (jedna została żoną sędziego Smulikowskiego, druga żoną profesora gimnazjalnego Edmunda Skarbińskiego).

## Publikacje
- Wypisy polskie na V. kl. (razem ze Stanisławem Tarnowskim)[2]
- Wypisy na I. i II. kl. (razem ze Stanisławem Tarnowskim)[2]
- Wypisy na VII. i VIII. kl. (razem ze Stanisławem Tarnowskim)[2]
- Ćwiczenia łacińskie dla klas gimnazyalnych[2]
- O życiu i pismach Karpińskiego (1875)[4][2]
- O życiu Franciszka Karpińskiego (1876, w: Sprawozdanie Dyrekcyi C. K. Gimnazyum Lwowskiego im. Franciszka Józefa za rok szkolny 1876)
- Wskazówki do nauki języka polskiego w szkołach średnich (1885)[4]
- O 15-tym sonecie krymskim Mickiewicza (1886)[4][2]
- Kilka słów o genezie i znaczeniu Farysa Mickiewicza (1887)[1][4][2]
- Polska książka do czytania dla szkół wydziałowych i wyższych klas szkół ludowych. T. 3, Dla klasy siódmej (1887, opracowanie; autor: Romuald Starkel)
- Polska książka do czytania dla szkół wydziałowych i wyższych klas szkół ludowych. T. 1, Dla klasy piątej (1889, opracowanie; autor: Romuald Starkel)
- Polska książka do czytania dla szkół wydziałowych i wyższych klas szkół ludowych. T. 2, Dla klasy szóstej (1887, opracowanie; autor: Romuald Starkel)
- Plan nauki języka polskiego w gimnazjach galicyjskich i instrukcye dla nauczycieli tego przedmiotu (1893)[1][4]
- O czytaniu arcydzieł literatury w szkole (1894)[4]
- O czytaniu ważniejszych utworów literackich przez uczniów szkół średnich (1897)[18]
- O sonetach krymskich jako lekturze szkolnej (1898)[1][4]
- Rozbiór pieśni masek w Maryi Malczewskiego (1905)[1][4]
- Wzory poezyi i prozy do użytku szkół średnich (1905)
- Scena sądu w Balladynie (1909)[4]
- O ważniejszych gatunkach poezji i prozy (1922)

## Odznaczenia
- Kawaler Orderu Franciszka Józefa (1898)[19][4]
- Order Korony Żelaznej III klasy (1905)[20][4]
- Medal Jubileuszowy Pamiątkowy dla Cywilnych Funkcjonariuszów Państwowych (przed 1905)[21]